# Estación de Inspección del los Estados Unidos/Aduana de los Estados Unidos
Estación de Inspección del los EE. UU./Aduana de los EE. UU.  es un edificio histórico ubicado en San Ysidro, California.  Estación de Inspección del los EE. UU./Aduana de los EE. UU. se encuentra inscrito  en el Registro Nacional de Lugares Históricos desde el 10 de febrero de 1983. 

## Ubicación
Estación de Inspección del los EE. UU./Aduana de los EE. UU. se encuentra dentro del condado de San Diego en las coordenadas 32°32′34″N 117°01′41″O / 32.542778, -117.028.